# Władysław Weber
Władysław Weber (ur. 25 maja 1882 w Opalenicy, zm. 26 grudnia 1961 w Rybniku) – burmistrz Miasta Rybnika w latach 1921–1939 i 1945–1950, działacz Polskiej Partii Socjalistycznej.

## Życiorys
W roku 1907 przeprowadził się do Rybnika, gdzie rozpoczął pracę w urzędzie miejskim jako referent. Brał udział w I i II powstaniu śląskim. Podczas trzeciego powstania został mianowany na tymczasowego burmistrza miasta. Burmistrzem Rybnika został w 1922 roku, kiedy to ówczesna rada miejska powołała go na 12-letnią kadencję. W 1934 roku ponownie wybrano go na kolejnych 12 lat, ale jego pracę w mieście przerwał wybuch II wojny światowej.
Jako burmistrz stworzył polskie szkolnictwo oraz przyczynił się do sprowadzenia do Rybnika dla prowadzenia szkół zakonów Werbistów i Urszulanek. Za jego rządów wybudowano w Rybniku funkcjonujący do dziś gmach urzędu miasta, budynek Komunalnej Kasy Oszczędności (róg ulic 3 Maja i Chrobrego, dzisiaj siedziba banku Pekao), siedzibę PCK (ul. Chrobrego), straż pożarną i kilka szkół (m.in. dzisiejsze II LO przy ul. Mikołowskiej i Mechanik przy ul. Kościuszki).
W czasach rządów burmistrza Webera wybudowano też wiele dróg, odnowiono płytę rynku i zmieniono oświetlenie uliczne z gazowego na elektryczne. Oczkiem w głowie burmistrza Webera był estetyczny wygląd miasta – zakładał liczne, istniejące do dziś skwery i zieleńce. W czasach jego kadencji Rybnik został laureatem ogólnopolskiego konkursu na ukwiecone miasto i otrzymał miano „miasta kwiatów i ogrodów”.
Po rozpoczęciu II wojny światowej Weber opuścił miasto, uczestniczył m.in. w powstaniu warszawskim. Po wojnie wrócił na stanowisko burmistrza Rybnika, jednak 1 lipca 1950, w wieku 68 lat, został zmuszony przez władze komunistyczne do przejścia na emeryturę. Zmarł w 1961 r. w Rybniku.

## Życie prywatne
Od 1907 żonaty z Eufrozyną Weber, działaczką społeczno-narodowościową, organizatorką Polskiego Czerwonego Krzyża w Rybniku. Ojciec czterech córek: Wandy, Magdaleny, Felicji i Marii.

## Wyróżnienia
W czasach swojej działalności politycznej otrzymał następujące odznaczenia:
- Krzyż Oficerski Orderu Odrodzenia Polski
- Złoty Krzyż Zasługi (9 listopada 1932)[6]

Po swojej śmierci został dodatkowo upamiętniony w Rybniku:
- od 1996 roku jego imię nosi reprezentacyjna sala magistratu, w której odbywają się sesje rady miasta i najważniejsze miejskie uroczystości,
- w 2019 r. na ul. Zamkowej, tuż za przejściem dla pieszych przed urzędem miasta pojawił się naturalnej wielkości pomnik przedstawiający postać burmistrza Władysława Webera[7].